# ميلفين بيتس
ميلفين بيتس (26 مارس 1975 - )  (بالإنجليزية: Melvyn Betts)‏ هو لاعب كريكت بريطاني.

## وصلات خارجية
- ميلفين بيتس على موقع إي آس بي آن كريك إنفو (الإنجليزية)